# Pommerscher Greif
Pommerscher Greif e. V. – niemieckie stowarzyszenie o profilu historycznym i genealogicznym.

## Historia
Stowarzyszenie powstało 30 września 2000 roku w Greifswaldzie podczas dorocznego walnego zgromadzenia Gesellschaft für pommersche Geschichte, Altertumskunde und Kunst. Uważa się za spadkobiercę Pommerschen Vereinigung für Stamm- und Wappenkunde założonego w 1923 roku przez szczecinianina Martina Bethego. Jego nazwa (pol. dosł. Gryf Pomorski) nawiązuje do gryfa widocznego w herbie Pomorza.
Stowarzyszenie jest członkiem Deutschen Arbeitsgemeinschaft genealogischer Verbände (DAGV), Verein für Computergenealogie i ściśle współpracuje z innymi organizacjami geneaologicznymi, w tym polskimi i szwedzkimi. W 2015 roku nawiązano współpracę między Pommerscher Greif a Zachodniopomorskim Towarzystwem Genealogicznym POMERANIA.

## Cele

Obszar Pomorza

Zgodnie ze statutem celem stowarzyszenia jest badanie, utrwalanie oraz upowszechnianie lokalnych i rodzinnych historii dawnej prowincji pomorskiej w oparciu o metodykę naukową i dokumenty źródłowe. Prowadzi również badania nad heraldyką, sfragistyką i pochodzeniem nazwisk, a także udziela wsparcia naukowego oraz publikuje prace historyczne.
Biblioteka i archiwum stowarzyszenia znajdują się od 2015 w Züssow, gdzie zbiorami opiekują się wolontariusze. Do tego czasu mieściły się w Centrum Pomorskim w Travemünde. Po jego zamknięciu Pommerscher Greif przejął także zbiory mieszczącej się tam biblioteki Pomorskiego Stowarzyszenia Centralnego.
Stowarzyszenie organizuje coroczne seminaria naukowe i wspólne wyjazdy badawcze. Na swojej stronie internetowej udostępnia bibliotekę cyfrową, bazę danych pomorskiego spisu kopyt z lat 1717–1719 oraz publikację lustracji duńskiej na Pomorzu Szwedzkim z 1717.
Stowarzyszenie liczy ponad 450 członków (z końcem 2013 roku było ich 471) także z krajów, do których po wojnie wyemigrowali mieszkańcy Pomorza. Przewodniczącym w latach 2001-2013 był Elmar Bruhn, syn historyka Maxa Bruhna. Od 2013 stowarzyszeniem kierował Dieter Wallschläger, profesor Uniwersytetu w Poczdamie, natomiast od marca 2017 funkcję przewodniczącego sprawuje Klaus Kohrt.

## Publikacje
- Sedina-Archiv, Familiengeschichtliche Mitteilungen Pommerns (NF) (kwartalnik) ISSN 1610-0042.
- Materialien zur pommerschen Familien- und Ortsgeschichte ISSN 1610-6091.
- Pommersche Kirchenbücher und Personenstandsregister ISSN 1860-9481.
- Die Namen der blanckenseeschen Hufenklassifikation in Hinterpommern 1717/19. Koglin, Greifswald 2010, ISBN 978-3-941135-35-2.